# モンディーノ・デ・ルッツィ

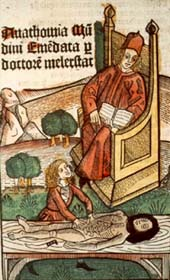
解剖の講義をするモンディーノ。解剖係（プロセクター）に指示しながら、壇上から講義を行っている。

モンディーノ・デ・ルッツィ（Mondino de Luzziまたは de Liuzzi 、de Lucci、ラテン語名：Mundinus、1270年頃 – 1326年）はイタリアの医師、解剖学者である。1315年に公開で人体解剖を行いながら解剖学の講義を行うという教育法を始め、「解剖学の再構者」とされる。

## 生涯

Anathomia, 1541

フィレンツェの名家、デ・ルッツィ家に生まれた。祖父と父はボローニャの薬屋で、叔父は医学の教授であった。幼少期をボローニャで過ごし、ボローニャ大学で医学、外科学、哲学を修めた。1306年から1324年の間、ボローニャ大学で臨床医学と外科学の講師として雇われ、1314年からは公開講義の講師を務めた。ボローニャで医学の進歩に貢献したタデオ・アルデロッチ（Taddeo Alderotti）の弟子であり、同僚にHenri de Montevilleがいる。
モンディーノは教育のために定期的に人体解剖を行うことを実践した。1315年1月に女性の死体の解剖を行い、子宮の剖検を行った。翌1316年末に解剖学の教科書『アナトミア・ムンディニ』（Anathomia Mundini、日本語で「解剖学」）を書いた。モンディーノの存命中から『アナトミア・ムンディニ』の評価は高く、当時の解剖学の標準的な教科書となった。しかし、内容はアラビアを通じて伝わった2世紀のローマの医師ガレノスの著書を踏襲したものであり、多くの間違いがそのまま残されていた。人体を直接観察して解剖し、直接体内の構造を研究する手法が主流となるまでの間、『アナトミア・ムンディニ』は教科書として最も多く参照された。1470年代に入ると、『アナトミア・ムンディニ』が印刷される。
モンディーノのその他の業績として、ガレノスやヒポクラテス、8世紀のイスラム医師Yūhannā ibn Māsawayhらの著作に注釈をつけた論文"De ponderibus, De dosibus medicinae"がある。